# Toc e Vicky
Toc e Vicky (Los tres ositos) è una serie animata spagnola prodotta dalla Neptuno Films. In Spagna fu trasmessa su TVE 2 e successivamente in Italia su Rai 2.